# The Last Tour on Earth
Last Tour on Earth är ett album av det amerikanska metalbandet Marilyn Manson, liveinspelad 1999 och släppt på skiva 16 november 1999.

## Låtlista
1. "Inauguration of the Mechanical Christ" - 2:45
2. "The Reflecting God" - 5:32
3. "Great Big White World" - 5:21
4. "Get Your Gunn" - 3:37
5. "Sweet Dreams/Hell Outro" - 5:36
6. "Rock Is Dead" - 3:56
7. "The Dope Show" - 8:35
8. "Lunchbox" - 7:31
9. "I Don't Like the Drugs (But the Drugs Like Me)" - 5:15
10. "Antichrist Superstar" - 4:30
11. "The Beautiful People" - 4:40
12. "Irresponsible Hate Anthem" - 4:26
13. "The Last Day on Earth" - 3:59
14. "Astonishing Panorama of the End Times" - 3:59